# كليمونتين (رسوم متحركة)
كليمونتين (بالفرنسية : Clémentine) هو مسلسل كرتون فرنسي الأصل يتكون من 39 حلقة من إنتاج شركة IDDH في عام 1985. تمت دبلجته إلى العربية في لبنان بين عامي 1990 و1995. تدور أحداث القصة في عشرينيات القرن الماضي حول فتاة مقعدة بعمر عشرة سنوات اسمها كليمونتين، فقدت قدرتها على المشي في حادث طائرة مع أبيها. تسافر كليمونتين حول العالم مع عائلتها لتجد لها دواء يجعلها تمشي مرة أخرى. في أثناء ترحالها يلاحقها وحش شرير مخلوق من نار اسمه مالموث يريد قتلها لكن حارستها هيميرا التي تسافر في فقاعة زرقاء تحميها منه. لقدم المسلسل فان الذين يتذكرونه ليسوا كثيرين بالإضافة ان معظمهم يصف شخصية مالموث بالمخيفة جدا ولذا فإنه يختلف في طبيعته عن مسلسلات الكرتون الأخرى. في الدبلجة الإنجليزية له لم تعرض جميع الحلقات وكان فيها تقطيع لبعض المشاهد. اشتهر المسلسل في أوروبا وخاصة نركيا أكثر من أمريكا. وحاليا فإن الدبلجات التي تمت له هي باللغات العربية، الإنجليزية، التركية، الأسبانية المكسيكية، والصينية.

## مغامرات وحلقات كليمونتين

### الجزء الأول
يتكون الجزء الأول من 26 حلقة وهي التي صنعت اولا في عام 1985، وفي العام التالي (1986) تم إنتاج الجزء الثاني وهو عبارة عن الحلقات من 27 إلى 39. بينما تسافر كليمونتين حول العالم تتوقف في دول مختلفة ليكون لها مغامرات فيها، وهذه قائمة بالدول التي تمر بها مع حلقاتها.
1. المغامرة الأولى (كليمونتين في فرنسا) - الحلقات 1-5
2. المغامرة الثانية (كليمونتين في إيطاليا) - الحلقات 6-7
3. المغامرة الثالثة (كليمونتين في ألمانيا) - الحلقات 8-9
4. المغامرة الرابعة (كليمونتين في إنجلترا) - الحلقات 10-11
5. المغامرة الخامسة (كليمونتين في السويد) - الحلقات 12-13
6. المغامرة السادسة (كليمونتين في أفريقيا) - الحلقات 14-15
7. المغامرة السابعة (كليمونتين في بلد الألف ليلة وليلة) - الحلقات 16-17
8. المغامرة الثامنة (كليمونتين في كندا) - الحلقات 18-19
9. المغامرة التاسعة (كليمونتين في إسبانيا) - الحلقات 20-21
10. المغامرة العاشرة (كليمونتين في مصر) - الحلقات 22-23
11. المغامرة الحادية عشرة (كليمونتين في اليابان) - الحلقات 24-26

### الجزء الثاني
هذا الجزء عبارة عن 13 حلقة من 26-39 ولم يتم إنتاجه على طريقة مغامرات كالجزء الأول

## الهامش
1. ↑  الترجمة العربية تمت عبر طريقة الكترونية وليست بشرية لذا قد لا تعطي المعنى الفرنسي تماما ولكنها قريبة منه

## وصلات خارجية
- كليمونتين على موقع IMDb (الإنجليزية)
- كليمونتين على موقع ميوزك برينز (الإنجليزية)
- كليمونتين على موقع كينوبويسك (الروسية)
- كليمونتين على موقع ألو سيني (الفرنسية)
- كليمونتين على موقع قاعدة بيانات الفيلم (الإنجليزية)
- معلومات عن مسلسل كليمونتين من موقع IMDB (إنجليزي)
- أغنية البداية الأصلية لمسلسل كليمونتين. (فرنسي)